# Coupe de Biélorussie de football 2008-2009
Navigation
Coupe de Biélorussie 2007-2008 Coupe de Biélorussie 2009-2010
La Coupe de Biélorussie 2008-2009 est la 18e édition de la Coupe de Biélorussie depuis la dissolution de l'URSS. Elle prend place entre le 30 juillet 2008 et le 31 mai 2009, date de la finale au stade Dinamo de Minsk.
Un total de 51 équipes prennent part à la compétition, cela inclut l'intégralité des clubs de la saison 2008 des trois premières divisions biélorusses, à l'exception des équipes réserves, auxquelles s'ajoutent cinq équipes amateurs ayant remporté leurs coupes régionales respectives, les qualifiant ainsi pour la coupe nationale.
La compétition suivant un calendrier sur deux années, contrairement à celui des championnats biélorusses qui s'inscrit sur une seule année, celle-ci se trouve de fait à cheval entre deux saisons de championnat ; ainsi pour certaines équipes promues ou reléguées durant la saison 2008, la division indiquée peut varier d'un tour à l'autre.
Le Naftan Novopolotsk remporte sa première coupe nationale à l'issue de la compétition au détriment du Chakhtior Salihorsk. Cette victoire permet au club de se qualifier pour le deuxième tour de qualification de la Ligue Europa 2009-2010 ainsi que pour l'édition 2010 de la Supercoupe de Biélorussie.

## Premier tour
| Date            | Locaux                      | Score   | Visiteurs                  |
| --------------- | --------------------------- | ------- | -------------------------- |
| 30 juillet 2008 | MZAL Minsk (A)              | 0 - 10  | (D3) DBK Homiel            |
| 30 juillet 2008 | FK Tchavoussy (A)           | 3 - 1   | (D3) Livadyia Dziarjynsk   |
| 30 juillet 2008 | Vertykal Kalinkavitchy (D3) | forfait | (D3) Miasakanbinat Vitebsk |

## Deuxième tour
| Date            | Locaux                           | Score                | Visiteurs                   |
| --------------- | -------------------------------- | -------------------- | --------------------------- |
| 30 juillet 2008 | Zvyazda-BDU Minsk (D3)           | 1 - 0                | (D3) Sloutsksakhar Sloutsk  |
| 30 juillet 2008 | BDATU-Niva Samakhvalavitchy (D3) | 0 - 2                | (D2) PMC Pastavy            |
| 30 juillet 2008 | FK Jlobine (D3)                  | 2 - 5                | (D2) Vedrytch-97 Retchytsa  |
| 30 juillet 2008 | Start Miory (D3)                 | 1 - 6 ap             | (D2) Khimik Svietlahorsk    |
| 30 juillet 2008 | PMK-7 Hantsavitchy (A)           | 0 - 3                | (D2) Slavia Mazyr           |
| 30 juillet 2008 | FK Haradzeïa (D3)                | 1 - 2 ap             | (D2) Dinamo-Belkard Hrodna  |
| 30 juillet 2008 | FK Orcha (D3)                    | 0 - 3                | (D2) Veras Niasvij          |
| 30 juillet 2008 | FK Maladetchna (D3)              | 1 - 3                | (D2) Volna Pinsk            |
| 30 juillet 2008 | Neftianik Retchytsa (A)          | 0 - 1                | (D2) FK Lida                |
| 30 juillet 2008 | Nioman Masty (D3)                | 2 - 0                | (D2) FK Baranavitchy        |
| 30 juillet 2008 | FK Assipovitchy (D3)             | 5 - 3                | (D2) FK Polotsk             |
| 30 juillet 2008 | Tsementnik Krasnasselski (A)     | 1 - 7                | (D2) Kommounalnik Slonim    |
| 30 juillet 2008 | Kletchask Kletsk (D3)            | 0 - 0 ap (4 - 2 tab) | (D2) Spartak Chklow         |
| 30 juillet 2008 | FK Biaroza (D3)                  | 1 - 4                | (D2) FK Minsk               |
| 3 août 2008     | FK Tchavoussy (A)                | 0 - 8                | (D2) Belchina Babrouïsk     |
| 6 août 2008     | DBK Homiel (D3)                  | 1 - 3                | (D3) Vertykal Kalinkavitchy |

## Seizièmes de finale
Les équipes de la première division 2008 font leur entrée à partir de ce tour.
| Date             | Locaux                     | Score                | Visiteurs                 |
| ---------------- | -------------------------- | -------------------- | ------------------------- |
| 3 septembre 2008 | Zvyazda-BDU Minsk (D3)     | 1 - 4                | (D1) Granit Mikachevitchy |
| 3 septembre 2008 | PMC Pastavy (D2)           | 1 - 3                | (D1) MTZ-RIPA Minsk       |
| 3 septembre 2008 | FK Maladetchna (D3)        | 2 - 3                | (D1) Lokomotiv Minsk      |
| 3 septembre 2008 | FK Maladetchna (D2)        | 1 - 1 ap (1 - 3 tab) | (D1) Nioman Hrodna        |
| 4 septembre 2008 | Vedrytch-97 Retchytsa (D2) | 0 - 1                | (D1) FK Smarhon           |
| 4 septembre 2008 | Veras Niasvij (D2)         | 0 - 2                | (D1) Naftan Novopolotsk   |
| 4 septembre 2008 | FK Assipovitchy (D3)       | 2 - 4 ap             | (D1) Chakhtior Salihorsk  |
| 7 septembre 2008 | Dinamo-Belkard Hrodna (D2) | 0 - 0 ap (3 - 2 tab) | (D1) Dniepr Mahiliow      |
| 7 septembre 2008 | Kletchask Kletsk (D3)      | 0 - 5                | (D1) FK Vitebsk           |
| 7 septembre 2008 | Khimik Svietlahorsk (D2)   | 0 - 2                | (D1) FK Homiel            |
| 7 septembre 2008 | FK Minsk (D2)              | 2 - 0                | (D1) Savit Mahiliow       |
| 7 septembre 2008 | Nioman Masty (D3)          | 3 - 7                | (D1) BATE Borisov         |
| 7 septembre 2008 | Slavia Mazyr (D2)          | 2 - 0                | (D1) Dinamo Minsk         |
| 7 septembre 2008 | Volna Pinsk (D2)           | 3 - 2                | (D1) Dinamo Brest         |
| 7 septembre 2008 | Slavia Mazyr (D2)          | 2 - 5                | (D1) Torpedo Jodzina      |
| 7 septembre 2008 | Kommounalnik Slonim (D2)   | 1 - 0                | (D1) Daryda Minsk Rayon   |

## Huitièmes de finale
Les matchs aller sont joués entre le 11 octobre et le 4 novembre 2008 tandis que les matchs retour sont joués entre les 2 et 20 novembre 2008.
| Équipe 1                   | Score             | Équipe 2                  | Aller | Retour   |
| -------------------------- | ----------------- | ------------------------- | ----- | -------- |
| BATE Borisov (D1)          | 5 - 5 (4 - 3 tab) | (D2) FK Minsk             | 1 - 4 | 4 - 1 ap |
| MTZ-RIPA Minsk (D1)        | 6 - 2             | (D1) FK Smarhon           | 4 - 0 | 2 - 2    |
| Chakhtior Salihorsk (D1)   | 10 - 0            | (D2) Kommounalnik Slonim  | 5 - 0 | 5 - 0    |
| Belchina Babrouïsk (D2)    | 1 - 5             | (D1) Granit Mikachevitchy | 1 - 4 | 0 - 1    |
| Naftan Novopolotsk (D1)    | 7 - 0             | (D1) Lokomotiv Minsk      | 3 - 0 | 4 - 0    |
| Volna Pinsk (D2)           | 2 - 6             | (D1) FK Homiel            | 0 - 2 | 2 - 4    |
| Dinamo-Belkard Hrodna (D2) | 1 - 7             | (D1) Nioman Hrodna        | 0 - 4 | 1 - 3    |
| FK Vitebsk (D1)            | 3 - 2             | (D1) Torpedo Jodzina      | 0 - 1 | 3 - 1 ap |

## Quarts de finale
Les matchs aller sont joués le 15 mars 2009 tandis que les matchs retour sont joués le 21 mars 2009.
| Équipe 1                 | Score  | Équipe 2                  | Aller | Retour |
| ------------------------ | ------ | ------------------------- | ----- | ------ |
| Chakhtior Salihorsk (D1) | 5 - 0  | (D1) Granit Mikachevitchy | 2 - 0 | 3 - 0  |
| BATE Borisov (D1)        | 2 - 1  | (D1) FK Vitebsk           | 1 - 0 | 1 - 1  |
| FK Homiel (D1)           | 2 - 2E | (D1) Naftan Novopolotsk   | 1 - 2 | 1 - 0  |
| MTZ-RIPA Minsk (D1)      | 0 - 3  | (D1) Nioman Hrodna        | 0 - 0 | 0 - 3  |

## Demi-finales
Les matchs aller sont joués le 9 avril 2009 tandis que les matchs retour sont joués le 22 avril 2009.
| Équipe 1                | Score | Équipe 2                 | Aller | Retour   |
| ----------------------- | ----- | ------------------------ | ----- | -------- |
| Nioman Hrodna (D1)      | 2 - 3 | (D1) Chakhtior Salihorsk | 1 - 1 | 1 - 2 ap |
| Naftan Novopolotsk (D1) | 3 - 0 | (D1) BATE Borisov        | 1 - 0 | 2 - 0    |

## Finale
| Entraîneur :     |
| Igor Kovalevitch |

| Entraîneur :    |
| Anatoly Bogovik |

| Entraîneur :     |
| Igor Kovalevitch |

| Entraîneur :    |
| Anatoly Bogovik |